# Cuarto Gobierno Núñez Feijóo
El Cuarto Gobierno de Núñez Feijóo (gallego: Cuarto Goberno Feijóo) es el gobierno autónomo de Galicia entre el 7 de septiembre de 2020 y el 16 de mayo de 2022, bajo la XI legislatura del Parlamento.
Está liderado por el conservador Alberto Núñez Feijóo, tras la victoria del PP con mayoría absoluta en las elecciones parlamentarias. Sucedió al gobierno de Feijóo III y cedió el poder al gobierno de Alfonso Rueda.

## Historia
Este gobierno está encabezado por el presidente conservador saliente de la Junta de Galicia, Alberto Núñez Feijóo. Está formado y apoyado por el Partido Popular (PP). Solo tiene 42 diputados de 75, o el 56% de los escaños del Parlamento de Galicia.
Se formó tras las elecciones parlamentarias del 12 de julio de 2020.
Sucede así al gobierno de Feijóo III, también constituido y apoyado únicamente por el Partido Popular.

### Formación
Luego de tener que posponer las elecciones previstas para el 5 de abril de 2020 a raíz de la proclamación del estado de alerta en el contexto de la pandemia de Covid-19, Alberto Núñez Feijóo convocó a los electores a las urnas el próximo 12 de julio. 
La votación supone la cuarta victoria consecutiva del presidente saliente, cuyo Partido Popular repite resultado electoral en el escaño, mientras que el Bloque Nacionalista Gallego (BNG) se convierte en la segunda fuerza electoral y la primera en la oposición por primera vez desde 1997. Investido para un cuarto mandato el 3 de septiembre con 42 votos a favor y 33 en contra, Alberto Núñez Feijóo   prestó juramento dos días después, en presencia de la ministra de Política Territorial Carolina Darias.
Dos días después constituyó su cuarta ejecutiva, que aún cuenta con once miembros. Crea un segundo cargo de vicepresidente para Francisco Conde, cuyo Consejería de Economía pierde competencia sobre empleo en beneficio de un departamento específico. Se vuelven a reunir las Consejerías de Educación y Cultura. Si se sustituyen los Consejeros de Educación y Salud, en primera línea en el contexto de la pandemia de Covid y el inicio del curso escolar, nueve de los once consejeros salientes serán reelegidos.

### Evolución
El consejero de Hacienda Valeriano Martínez García falleció el 6 de octubre de 2021 víctima de un paro cardiorrespiratorio a los 60 años mientras trabajaba en su oficina. El presidente le sustituyó diez días después por Miguel Corgos, que ocupaba el cargo de director general de Presupuestos de la Consejería de Hacienda desde 2009 tras haber sido subdirector del Gobierno de coalición de izquierdas que precedió a Alberto Núñez Feijóo.

## Composición
|                                                           |                                                           |                                                                   | |  |
| Cuarto Gobierno de Alberto Núñez Feijóo                   |                                                           |                                                                   | |  |
| 7 de septiembre de 2020 - 14 de mayo de 2022              |                                                           |                                                                   | |  |
|                                                           | Partido Popular de Galicia                                |                                                                   | |  |
|                                                           | Independiente                                             |                                                                   | |  |
| Presidente                                                | Presidente                                                |                                                                   | Alberto Núñez Feijóo 7 de septiembre de 2020-14 de mayo de 2022 En funciones: 30 de abril-14 de mayo de 2022 |  |
| Vicepresidente Primero Presidencia, Justicia y Turismo    | Vicepresidente Primero Presidencia, Justicia y Turismo    |                                                                   | Alfonso Rueda Valenzuela 7 de septiembre de 2020-14 de mayo de 2022                                          |  |
| Vicepresidente Segundo Economía, Empresa e Innovación     | Vicepresidente Segundo Economía, Empresa e Innovación     |                                                                   | Francisco Conde López 7 de septiembre de 2020-14 de mayo de 2022                                             |  |
| Hacienda y Administración Pública                         | Hacienda y Administración Pública                         |                                                                   | Valeriano Martínez García † 7 de septiembre de 2020-6 de octubre de 2021                                     |  |
| Hacienda y Administración Pública                         | Hacienda y Administración Pública                         | Miguel Corgos Lopez-Prado 6 de octubre de 2021-14 de mayo de 2022 | |  |
| Medioambiente, Territorio y Vivienda                      | Medioambiente, Territorio y Vivienda                      |                                                                   | Ángeles Vázquez Mejuto 7 de septiembre de 2020-14 de mayo de 2022                                            |  |
| Infraestructura y Movilidad                               | Infraestructura y Movilidad                               |                                                                   | Ethel Vázquez Mourelle 7 de septiembre de 2020-14 de mayo de 2022                                            |  |
| Educación, Formación Profesional, Cultura e Universidades | Educación, Formación Profesional, Cultura e Universidades |                                                                   | Román Rodríguez González 7 de septiembre de 2020-14 de mayo de 2022                                          |  |
| Empleo e Igualdad                                         | Empleo e Igualdad                                         |                                                                   | María Jesús Lorenzana Somoza 7 de septiembre de 2020-14 de mayo de 2022                                      |  |
| Sanidad                                                   | Sanidad                                                   |                                                                   | Julio García Comesaña 7 de septiembre de 2020-14 de mayo de 2022                                             |  |
| Política Social                                           | Política Social                                           |                                                                   | Fabiola García Martínez 7 de septiembre de 2020-14 de mayo de 2022                                           |  |
| Medio Rural                                               | Medio Rural                                               |                                                                   | José González Vázquez 7 de septiembre de 2020-14 de mayo de 2022                                             |  |
| Mar                                                       | Mar                                                       |                                                                   | Rosa Quintana Carballo 7 de septiembre de 2020-14 de mayo de 2022                                            |  |